# Зловещий свист
«Зловещий свист» (англ. Whistle) — предстоящий подростковый фильм ужасов, режиссёра Корина Хардли, по сценарию Оуэна Эгертона. Главные роли исполнили Дафни Кин, Софи Нелисс, Скай Янг, Джхалеил Сваби, Али Скобби, Перси Хайнс Уайт, Мишель Фэрли и Ник Фрост.
Премьера фильма запланирована на 2026 год.

## Сюжет
Группа старшеклассников случайно находит древний ацтекский свисток смерти, используя который они запускают цепочку смертей. По мере увеличения числа жертв они исследуют историю артефакта, надеясь остановить последовательность событий, которую сами запустили.

## В ролях
- Дафни Кин
- Софи Нелисс
- Скай Янг
- Джхалеил Сваби
- Али Скобби
- Перси Хайнс Уайт
- Мишель Фэрли
- Ник Фрост

## Производство
Сценарий к фильму написан Оуэном Эгертоном на основе адаптации его рассказа и снят Корином Хардли. Фильм снят совместно Канадой и Ирландией, продюсерами выступили Дэвид Гросс («No Trace Camping») и Макдара Келлер («Wild Atlantic Pictures»). В октябре 2023 года к актёрскому составу присоединились Дафни Кин, Софи Нелисс, Скай Янг, Перси Хайнс Уайт и Ник Фрост.
Основные съемки проходили в Гамильтоне, провинция Онтарио, с 15 ноября 2023 года по 19 января 2024 года. Часть сцен снималась в средней школе Дельта, доме возле улицы Аберидин-авеню и на ярмарочной площадке Роктона (Rockton Fairgrounds).
В октябре 2023 года компания Black Bear Pictures занималась продажами прав на фильм на Американском кинофестивале. В мае 2025 года независимая кинокомпания IFC Films и сервис Shudder приобрели права на кинопрокат фильма в США.
Премьера фильма запланирована на 2026 год.